# Código de Mineração
O Código de Mineração, é uma lei federal brasileira, editada pelo Decreto-Lei nº 227, de 28 de fevereiro de 1967, que disciplina a administração dos recursos minerais pela União (Brasil), a indústria de produção mineral e a distribuição, o comércio e o consumo de produtos minerais no Brasil.

## História
Em 1891, foi promulgada a Constituição Republicana, que vinculou propriedade do subsolo à do solo, o qual foi separado com a Nova Constituição de 1934. Além disso, foi criado o Departamento Nacional de Produção Mineral (DNPM).
Com a outorga da Constituição do Estado Novo, em 1937, o aproveitamento das jazidas minerais foi restringido apenas a brasileiros ou empresas constituídas por brasileiros. Um ano após, em 1938, foi criado o Conselho Nacional do Petróleo, o qual nacionalizou o refino do petróleo e regulou sua importação e transporte.
Já em 1940, foi criada a Lei Constitucional nº 4, que impunha a cobrança de um imposto único sobre o carvão mineral nacional, combustíveis e lubrificantes, de competência da União. Nesse mesmo ano foi sancionado o Decreto-Lei nº 1.985, que ficou conhecido como o ‘Código de Minas’. O Código de Minas definiu os direitos sobre as jazidas e minas, estabeleceu o regime de seu aproveitamento e regulou a intervenção do Estado na indústria de mineração.
Seis anos após a criação do Código de Minas, em 1946, a Nova Ordem Constitucional reabriu a mineração no país à participação do capital estrangeiro, e estendeu a Tributação Única, criada em 1940, para todos os minerais do Brasil.
O Ministério de Minas e Energia do Brasil (MME) foi então criado, em 1960.
Em 1967, por fim, foi criado o Decreto-Lei n.º 227, chamado de ‘Código de Mineração’, o qual está em vigor até os dias atuais.
Em 25 de julho de 2017, o Código de Mineração sofreu modificações, através das Medidas Provisórias 789, 790 e 791, que alteraram a alíquota da CFEM, criaram a Agência Nacional de Mineração, além de novas regras e tributos, visando modernizar a base normativa da mineração brasileira.